# Възпитателно училище-интернат
Възпитателно училище-интернат (съкратено ВУИ) е специализирана институция в България за малолетни лица под 14 г. и непълнолетни лица на възраст 14 – 18 г., извършили противообществени прояви и престъпления.
ВУИ е на подчинение на Министерството на образованието. Децата се настаняват там по реда на Закона за борба срещу противообществените прояви на малолетните и непълнолетните или по Наказателния кодекс, глава „Особени правила за непълнолетните“. Дейността на възпитателните училища-интернати е уредена в приетия Правилник за устройството и дейността на възпитателните училища-интернати и социално-педагогическите интернати.
Този тип държавни институции в НРБ се наричат трудово-възпитателни училища (ТВУ) и са създадени с презумпцията да бъдат възпитателна институция за малолетни и непълнолетни. През 1996 г. ТВУ-та са преименувани със Закона за изменение и допълнение на Закона за борба срещу противообществените прояви на малолетните и непълнолетните, изм. ДВ. бр. 110 от 30 декември 1996.
Възпитателно училище-интернат „Ангел Узунов“ в местността Парка в гр. Ракитово е пример за такова ТВУ, по-късно ВУИ, създадено през 1953 г., което продължава да съществува.
Настаняването във възпитателно училище-интернат е най-тежката възпитателна мярка по Закона за борба срещу противообществените прояви на малолетните и непълнолетните.
В повечето случаи предложение за настаняване се праща до районен съд, прието на специално заседание на общинска местна комисия за борба срещу противообществените прояви на малолетни и непълнолетни в присъствие на детето и родителите му. Във всеки случай решение се взима от районния съд и се изпраща обратно на местната комисия за привеждането му в изпълнение.